# Miles Dempsey
Pour les articles homonymes, voir Dempsey.
Miles Christopher Dempsey, né le 15 décembre 1896 à New Brighton (en) et mort le 5 juin 1969 à Yattendon, est le commandant de la Seconde armée britannique lors de l'opération Overlord pendant la Seconde Guerre mondiale.

## Arrière-plan familial
Miles Dempsey était le descendant des O’Dempseys de Clanmalier, aristocratique famille irlandaise dont l'histoire remonte à l'un des premiers rois d'Irlande au IIe siècle de notre ère. Un ancêtre plus récent de Miles Dempsey quitta l'Irlande à la suite des confiscations anglaises de la fin du XVIIe siècle.
Le père de Dempsey était A. F. Dempsey de Hoylake, dans le comté de Cheshire, Angleterre. En 1948, il épousa Viola, la fille cadette du capitaine Percy O’Reilly de Colamber, comté de Westmeath, Irlande. Ils habitaient « The Old Vicarage » (le Vieux Presbytère) à Greenham, Newbury, comté de Berkshire, et plus tard « Coombe House », Yattendon, toujours dans le Berkshire. Dempsey étudia à l'école de Shrewsbury, puis à l'Académie royale militaire de Sandhurst.

## Première Guerre mondiale et entre-deux-guerres
Diplômé de l'Académie royale militaire de Sandhurst en 1915, Dempsey rejoignit le Royal Berkshire Regiment. Pendant la Première Guerre mondiale, il combattit en France sur le front de l'Ouest, et reçut la Military Cross pour sa bravoure.

## Seconde Guerre mondiale
Dempsey poursuivit sa carrière dans l'armée. Au début de la Seconde Guerre mondiale, il avait atteint le rang de lieutenant-colonel, et commandait la 13e brigade d'infanterie de la Force expéditionnaire britannique en France. Comme d'autres unités alliées, sa brigade fut refoulée à Dunkerque, où elle assura une partie de l'arrière-garde pendant l'évacuation. Pour son rôle à cette occasion, Dempsey reçut le DSO (Distinguished Service Order).
En décembre 1942, il fut promu lieutenant-général, et commanda le XIIIe Corps de la VIIIe Armée pendant la campagne en Afrique du Nord. Il participa ensuite à l'élaboration du plan d'invasion de la Sicile, et y mena l'assaut en 1943. Par la suite, il dirigea l'invasion en Italie par le détroit de Messine, à l'occasion de laquelle ses troupes progressèrent de 480 km vers le Nord avant de fusionner avec les troupes américaines à Salerne.

Dempsey (à droite) avec le commandant du d'armée Bernard Montgomery (au centre), et le commandant de la Première armée U.S. Omar Bradley (à gauche), le 10 juin 1944.

En Afrique du Nord, en Sicile et en Italie, Dempsey acquit une réputation d'expertise dans les opérations combinées, ce qui incita Bernard Montgomery, son officier commandant en Afrique du Nord et en Sicile, à le choisir pour commander la Deuxième armée en janvier 1944. La Deuxième armée était la principale force britannique, incluant également des forces canadiennes, engagée dans les débarquements en Normandie sur les plages Gold, Juno et Sword. Le débarquement fut suivi de combats d'usure contribuant à l'affaiblissement d'unités allemandes vitales, qui ne purent répondre à la percée américaine finale. La Deuxième armée progressa ensuite rapidement par le Nord de la France, pénétra en Belgique, et libéra Bruxelles et Anvers en septembre 1944.

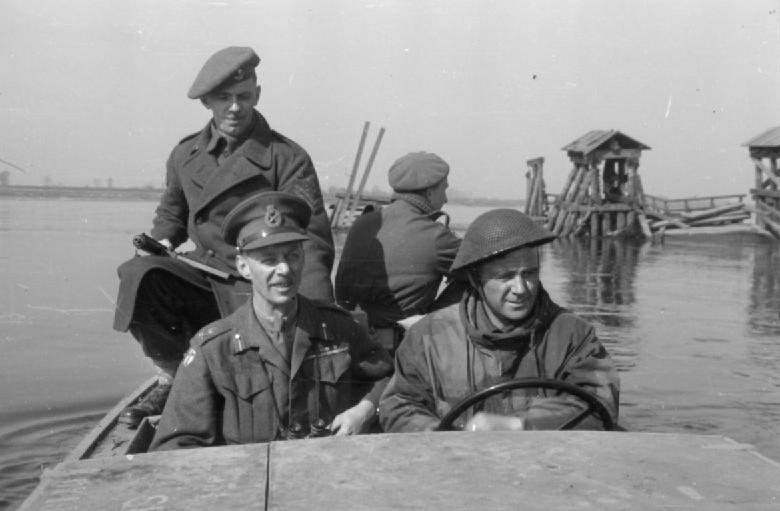
Le général Dempsey traversant le Rhin dans une petite embarcation, mars 1945.

La Deuxième armée traversa le Rhin le 23 mars 1945, et Dempsey fut le premier commandant de l'Armée britannique à le faire. Le 7 avril 1945, The Illustrated London News publia sur toute sa première page un portrait de Dempsey spécialement commandé au peintre Arthur Pan.
En mai, les hommes de Dempsey prirent Brème, Hambourg et Kiel.
Miles Dempsey passait pour un officier de haute compétence. Il assura un contrôle très efficace de la Deuxième armée, sans pour autant se mettre en avant. Ceci en dépit d'un semi-échec en Normandie, et du fait qu'il n'ait pas réussi à progresser au-delà d'Anvers, ce qui aurait assuré l'isolement des forces allemandes restantes.[réf. souhaitée]

## L'après-guerre
En 1946, il fut nommé commandant en chef des forces britanniques au Moyen-Orient.